# Chrysoupoli (Gemeindebezirk)
Der Gemeindebezirk Chrysoupoli (griechisch Δημοτική Ενότητα Χρυσούπολης Dimotikí Enótita Chrysoúpolis) ist einer von drei Gemeindebezirken der Gemeinde Nestos in der griechischen Region Ostmakedonien und Thrakien. Er ging im Rahmen der Verwaltungsreform 2010 aus der gleichnamigen Gemeinde hervor und ist in den Stadtbezirk Chrysoupoli sowie zwölf Ortsgemeinschaften untergliedert.

## Lage
Der Gemeindebezirk nimmt zwischen den Gemeindebezirken Orino im Norden und Keramoti im Süden eine Fläche von 245,462 Quadratkilometern ein. Im Osten bildet der Nestos die natürliche Grenze zur Gemeinde Topiros, die Gemeinde Kavala und der Golf von Kavala grenzen im Westen an.

## Gliederung
Die Gemeinde Chrysoupoli (Δήμος Χρσουπόλεως Dímos Chrysoupóleos) war von 1997 bis 2010 eine Gemeinde der damaligen griechischen Präfektur Kavala mit dem Verwaltungssitz in Chrysoupoli. Sie war in Folge der Gemeindereform 1997 aus dem Zusammenschluss der seit 1946 bestehenden Stadtgemeinde Chrysoupoli mit zwölf Landgemeinden entstanden. Mit der Verwaltungsreform 2010 wurde Chrysoupoli mit Keramoti und Topiros zur neuen Gemeinde Nestos fusioniert und bildet dort seither einen Gemeindebezirk. Dieser ist in den Stadtbezirk Chrysoupoli und zwölf Ortsgemeinschaften untergliedert.
| Stadtbezirk Ortsgemeinschaft | griechischer Name              | Code     | Fläche (km²) | Einwohner 2001 | Einwohner 2011 | Dörfer und Siedlungen                  |
| ---------------------------- | ------------------------------ | -------- | ------------ | -------------- | -------------- | -------------------------------------- |
| Chrysoupoli                  | Δημοτική Κοινότητα Χρυσούπολης | 05020101 | 47,346       | 8004           | 8885           | Chrysoupoli                            |
| Avramylia                    | Τοπική Κοινότητα Αβραμυλιάς    | 05020102 | 08,607       | 0048           | 0064           | Avramylia, Damaskinia                  |
| Gerondas                     | Τοπική Κοινότητα Γέροντα       | 05020103 | 14,823       | 0450           | 0468           | Gerondas                               |
| Gravouna                     | Τοπική Κοινότητα Γραβούνης     | 05020104 | 09,523       | 0849           | 0737           | Gravouna                               |
| Dialekto                     | Τοπική Κοινότητα Διαλεκτού     | 05020105 | 09,884       | 0178           | 0143           | Dialekto, Eklekto, Krini               |
| Eratino                      | Τοπική Κοινότητα Ερατεινού     | 05020106 | 22,353       | 0883           | 0649           | Eratino                                |
| Zarkadia                     | Τοπική Κοινότητα Ζαρκαδιάς     | 05020107 | 09,309       | 0594           | 0671           | Ekali, Zarkadia                        |
| Xeria                        | Τοπική Κοινότητα Ξεριά         | 05020108 | 22,638       | 0503           | 0468           | Neos Xerias                            |
| Paradisos                    | Τοπική Κοινότητα Παραδείσου    | 05020109 | 10,681       | 0429           | 0216           | Paradisos                              |
| Perni                        | Τοπική Κοινότητα Πέρνης        | 05020110 | 26,531       | 0941           | 0897           | Perni                                  |
| Petropigi                    | Τοπική Κοινότητα Πετροπηγής    | 05020111 | 19,032       | 0530           | 0522           | Petropigi                              |
| Pondolivado                  | Τοπική Κοινότητα Ποντολιβάδου  | 05020112 | 26,659       | 0476           | 0465           | Ano Pondolivado, Nea Komi, Pondolivado |
| Chrysochori                  | Τοπική Κοινότητα Χρυσοχωρίου   | 05020113 | 18,076       | 1793           | 1818           | Chrysochori                            |
| Gesamt                       | Gesamt                         | 050201   | 245,462      | 15.678         | 16.004         |                                        |